# Lederhosen

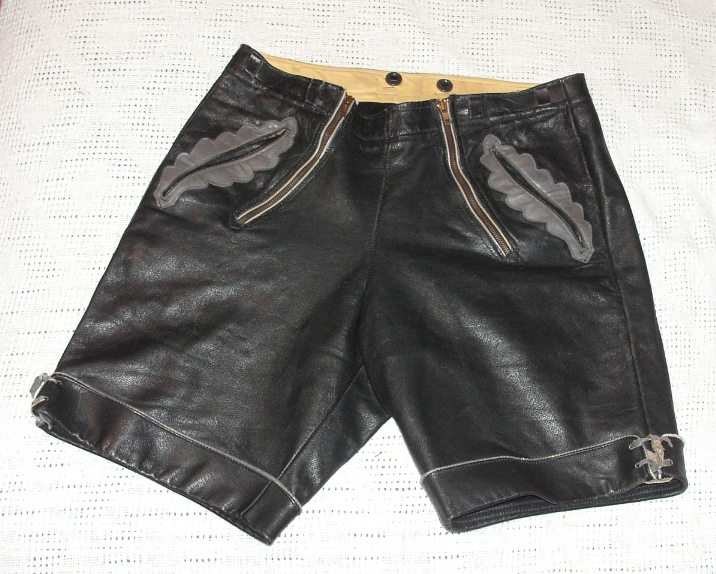
Lederhosen

Lederhosen (tyska för läderbyxor) är korta byxor gjorda av läder, som har sin spridning i Bayern, angränsande regioner till Bayern, Österrike (Tyrolen), italienska Sydtyrolen samt Schweiz och har sitt ursprung i 1700-talets Bayern.
Byxorna tillverkas av exempelvis gris- eller hjort-läder. Lederhosen finns i olika modeller, varav två är att betrakta som de vanligaste: En vilken skulle kunna beskrivas som shortsliknande och en annan i form av knäbyxor av samma modell som de vilka bärs till vissa svenska folkdräkter. Denna sistnämnda modell skulle kunna jämföras med den byxmodell som under 1700-talet var vanlig över hela Europa och västvärlden; i England kallade "knickers".
Lederhosen är ett populärt plagg över generationsgränserna, och bärs till såväl vardag som fest, i städer liksom på landsbygden.

## Galleri

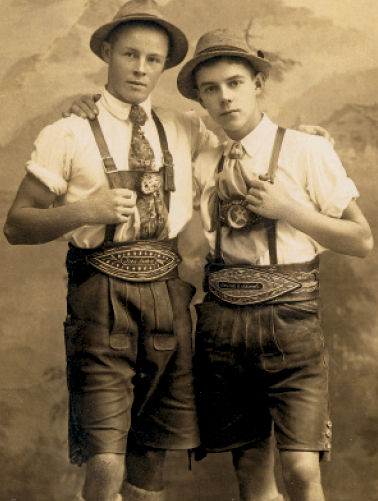
Lederhosen från 1890
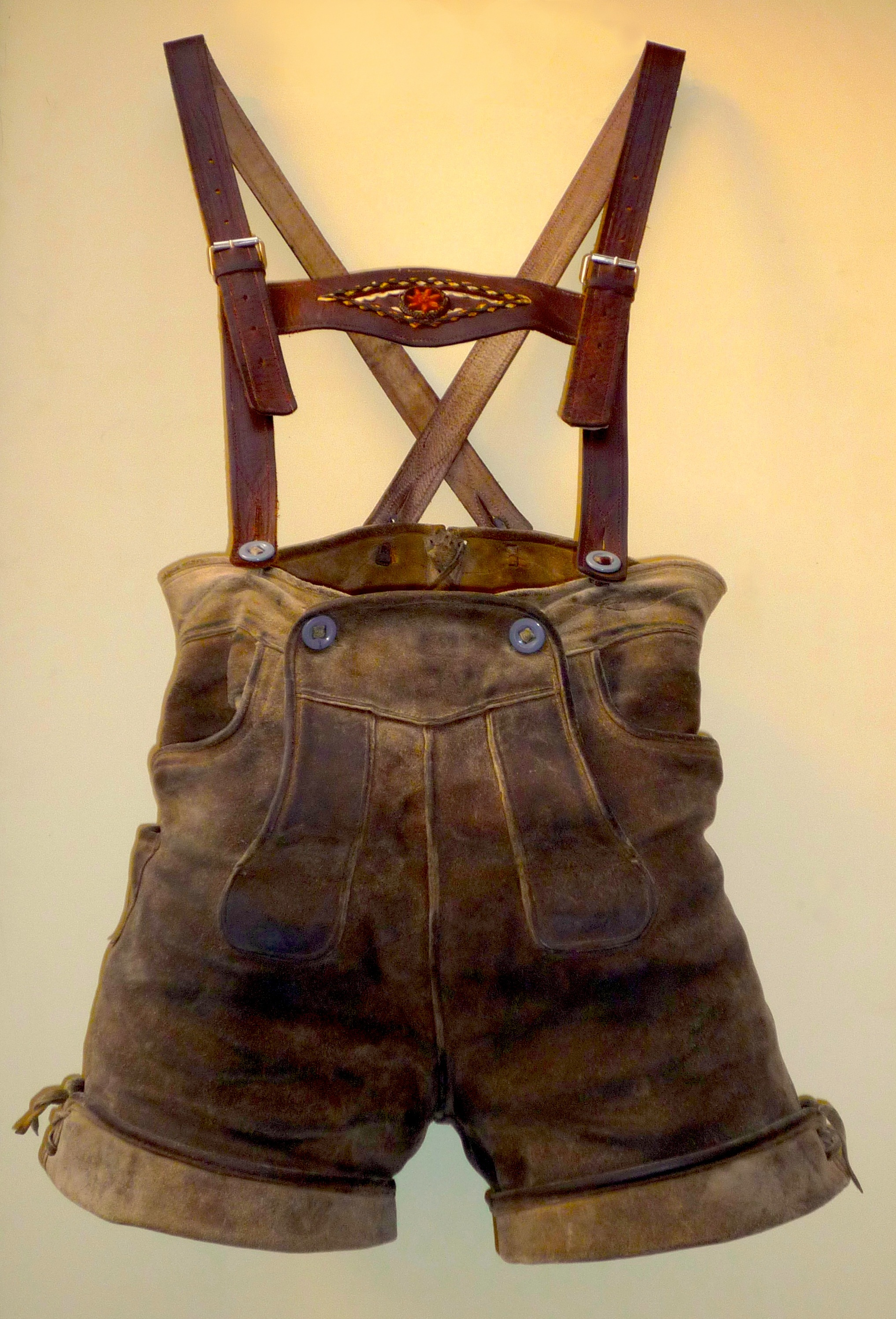
Lederhosen från omkring 1940
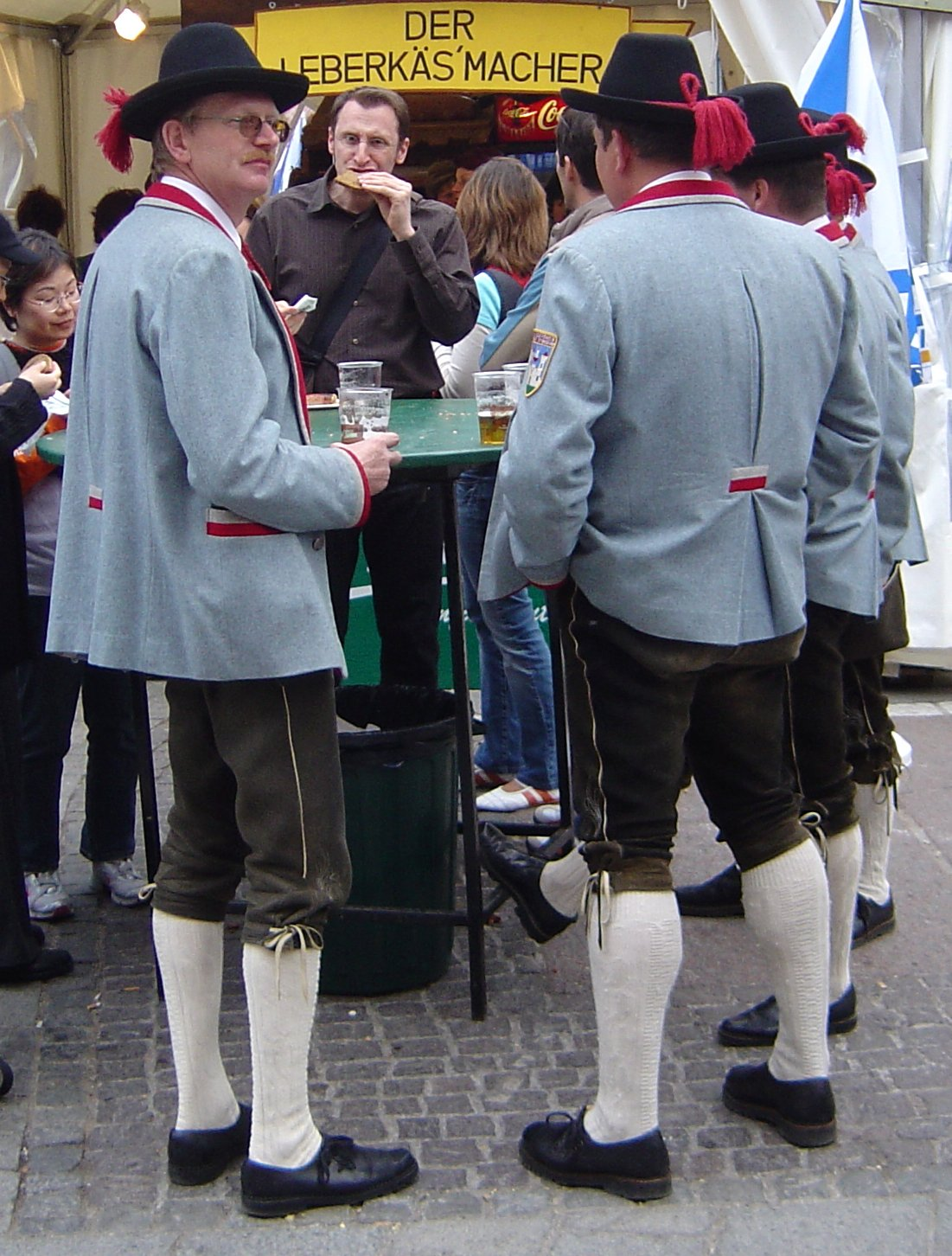
Österrikiska män iförda lederhosen med tillhörande jacka, kallad "janker". Denna modell torde idag betraktas som den vanligaste